# Ҁ

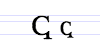
Letra koppa.

Ҁ ҁ (itálico: Ҁ ҁ) é um número do alfabeto cirílico arcaico que se chama koppa. Sua aparência e nome provêm da letra grega de mesmo nome (Ϙ ϙ).
Ҁ era usado como um caractere numérico nos manuscritos cirílicos mais antigos, representando o valor 90 (exatamente como seu ancestral grego). Foi substituído relativamente cedo por volta do século IV pela letra cirílica tche (Ч ч), que é semelhante em aparência e originalmente não tinha valor numérico. Exemplos isolados de Ч usado como um numeral são encontrados nas áreas eslavas do leste e do sul já no século XI, embora Ҁ tenha continuado em uso regular no século XIV. Em algumas variedades do cirílico ocidental, no entanto, o Ҁ foi mantido, e Ч usado com o valor 60, substituindo a letra cirílica ksi (Ѯ ѯ).
O Ҁ cirílico nunca teve um valor fonético e nunca foi usado como uma letra por nenhuma língua nacional que usasse o cirílico. Entretanto, certos livros didáticos e dicionários modernos do antigo eslavo eclesiástico inserem esse caractere entre outras letras do alfabeto cirílico arcaico, ou entre П e Р (em virtude à ordem alfabética grega), ou no final do alfabeto.